# رابین استیفنسن
 رابین استیفنسن (انگلیسی: Robin Stephenson؛ زاده ۲۱ ژوئن ۱۹۸۳) یک تنیس‌باز اهل ایالات متحده آمریکا است. 